# Loi organique relative aux lois de finances
 (juin 2018).
Lire en ligne

 sur Légifrance

La loi organique relative aux lois de finances (abrégée en LOLF) est un texte juridique qui fixe le cadre des lois de finances en France.
En tant que loi organique, elle a une valeur supérieure à la loi ordinaire ; dans une certaine mesure, elle a aussi une valeur supérieure aux autres lois organiques. Parfois qualifiée de « Constitution financière », elle remplace le précédent cadre juridique, datant de 1959, et vise à moderniser la gestion de l'État.
Promulguée le 1er août 2001 et entrée en vigueur par étapes, elle s'applique à toute l'administration depuis 2006.

## Une nouvelle «Constitution financière»
La Constitution organise les grandes étapes de la procédure législative. Cependant, celles-ci ont parfois besoin d'être précisées pour des domaines particuliers. L'article 34 de la Constitution renvoie ainsi au vote ultérieur d'une loi organique pour préciser les conditions déterminant les ressources et les charges de l'État. L'importance de la LOLF s'explique alors par la faible place accordée aux finances publiques dans la Constitution. La LOLF établit avec précision la procédure d'adoption propre aux lois de finances (le budget annuel de l'État) : l'importance du pouvoir budgétaire en démocratie fait donc de la LOLF une pièce maîtresse dans les relations entre pouvoirs constitués.
La LOLF instaure une nouvelle procédure budgétaire, qui se substitue à l'ancien régime de l'ordonnance organique de 1959.

### L'ancienne ordonnance organique
Les lois de finances étaient précédemment soumises à l'ordonnance no 59-2 du 2 janvier 1959, portant loi organique relative aux lois de finances (appelée ordonnance organique).
Très favorable à l'exécutif, le texte, adopté peu après l'instauration de la Cinquième République, n'avait pas été voté par le Parlement et avait été dispensé de l'examen devant le Conseil constitutionnel. Ensuite, le Parlement n'avait pas eu les moyens d'imposer une révision.
Dans la pratique, cette ordonnance présentait plusieurs avantages.
Les lois de finances étaient adoptées en temps et en heure : le Parlement devait travailler en temps limité, si le délai était dépassé le gouvernement pouvait adopter le budget tout seul. Le budget était très stable d'une année sur l'autre, le principe étant de distinguer les services votés (correspondant à tout ce qui avait déjà été adopté dans une précédente loi de finances) et les mesures nouvelles, qui seules étaient discutables.
Certaines limites suscitaient cependant les critiques.
Le pouvoir du Parlement était réduit à la portion congrue. Les projets de lois de finances étaient pratiquement impossibles à modifier, notamment du fait de l'interdiction faite au Parlement de réduire les ressources de l'État et de toucher aux services votés. Les postes étaient très détaillés par type de dépense (plus de 800 chapitres) mais sans connexion avec un objectif de politique publique. En dépit de ce grand détail de présentation, le pilotage des dépenses était assez souple pour l'Exécutif, qui pouvait facilement déplacer les crédits par décret simple. La procédure était très centralisatrice, car c'est le ministère chargé du budget qui avait la haute main sur ces décrets, et non chaque ministère.
De ce fait, il y avait peu de souplesse pour les exécutants administratifs, qui cherchaient surtout à préserver leur budget d'une année sur l'autre.

### Le contexte de la réforme

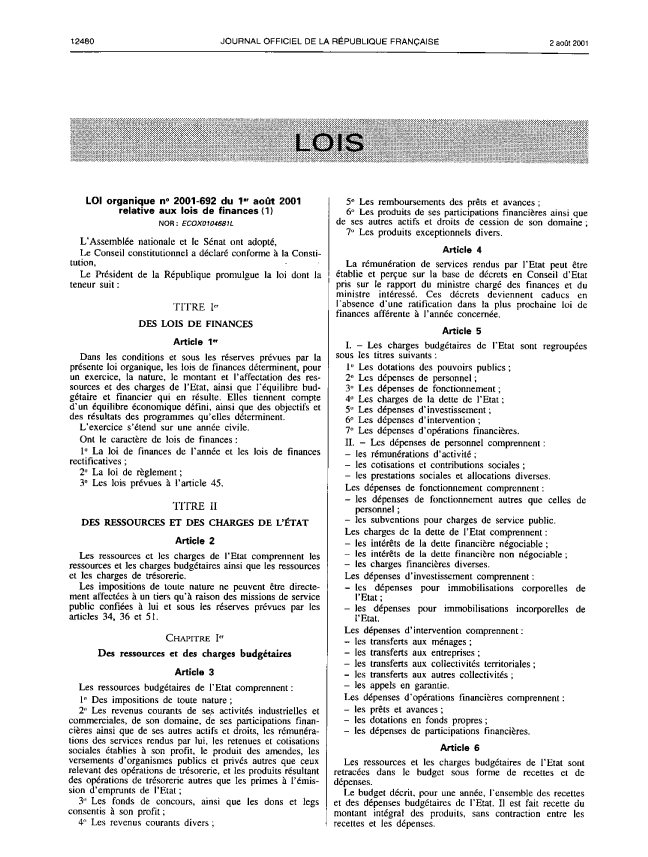
Publication de la LOLF au Journal officiel.

Pendant ses 45 années d'existence, l'ordonnance organique a connu plus de trente propositions de réformes inabouties. Deux seulement sont allées à leur terme, mais elles ne concernaient que des points mineurs.
La volonté d'introduire une culture de la performance et de la responsabilité dans la gestion publique, le souhait d'accroître les pouvoirs du Parlement durant la procédure budgétaire, et les déficits budgétaires aggravés constatés durant les années 1990 permettront finalement à deux hommes de pousser la réforme : Didier Migaud (député socialiste, spécialiste des questions budgétaires), et Alain Lambert (sénateur centriste spécialiste du budget), avec l'appui important de Laurent Fabius (président de l'Assemblée nationale au départ du projet, il est ministre des finances lors de son aboutissement).
La LOLF se situe dans le contexte mondial de la nouvelle gestion publique, et de budgétisation axée sur la performance dans les pays de l’OCDE.
La LOLF fut promulguée en août 2001 pour application définitive à compter de la loi de finances pour 2006, ce qui laissait quatre ans à l'Exécutif pour se préparer.

## Le nouveau paradigme budgétaire promu par la LOLF
La LOLF constitue une réponse directe aux insuffisances de l'ordonnance de 1959. Elle entend y remédier en faisant graviter la procédure budgétaire autour de deux principes : une logique de performance de la gestion publique d'une part, et d'autre part une transparence de l'information budgétaire propre à instituer un contrôle étroit par le Parlement.

### Logique de performance
Largement inspirée du concept de nouvelle gestion publique, la LOLF tente de pallier l'un des écueils majeurs de l'ordonnance de 1959, à savoir une culture budgétaire orientée vers les moyens plutôt que vers une logique de résultats. Le projet de budget (ou loi de finances initiale) inclut chaque année une prévision de solde budgétaire pour l'année à venir.
Ainsi, les gestionnaires sont désormais tenus de rendre des comptes sur l'efficacité de l'utilisation des crédits qui leur ont été attribués. La loi organique instaure des Projets Annuels de Performance (PAP), qui présentent les actions des différentes administrations pour l'année à venir. L'évaluation des objectifs se fait l'année suivante, dans les Rapports Annuels de Performance (RAP).
Ensuite, il est mis fin à une fragmentation excessive du budget de l'État qui n'incitait pas à sortir d'une approche quantitative de la dépense et responsabilisait peu les gestionnaires publics. C'est ainsi qu'une nomenclature budgétaire par destination des dépenses est mise en place par l'article 7 de la LOLF (la nomenclature par nature des dépenses est maintenue à simple titre indicatif). Cette innovation fait de la « mission » un objectif de politique publique à atteindre, que l'on décline en « programmes » (eux-mêmes subdivisés à titre indicatif en « actions »). Au sein des programmes, le gestionnaire dispose d'une grande liberté pour ventiler ses crédits. Selon le principe de fongibilité et de globalité des crédits, il est possible au sein d'un programme de transformer des dépenses de fonctionnement en dépenses d'investissement, orientant de ce fait la gestion publique vers l'efficacité de l'allocation des ressources de l'État. Est généralisée ainsi la pratique des crédits de paiement et des autorisations de programme rebaptisées autorisations d'engagement.
Cette fongibilité n'est cependant qu'asymétrique, dans la mesure où les crédits de personnels sont limitatifs et ne peuvent être abondés par d'autres crédits.
La LOLF s'inscrit dans la logique des anciens budgets de programme, lesquels toutefois ne comprenaient pas de nomenclature d'exécution, et se cantonnaient à une présentation par programme du budget voté. L'idée principale est de découpler les fonctions de l'État de ses structures, à travers les missions. Cette organisation pose cependant des problèmes de gestion, notamment de synthèse de données plus complexes que dans l'ancien dispositif. Les budgets opérationnels présentés à l'heure actuelle par les différents ministères sont trop nombreux, trop départementalisés et devraient être recentrés au niveau régional afin de disposer d'une masse critique en gestion. D'autres réformes de l'État et de son organisation, du statut de la fonction publique, de la comptabilité publique, ainsi qu'une déconcentration plus importante seront nécessaires pour permettre à la LOLF d'atteindre ses objectifs.[Interprétation personnelle ?]

### Transparence de l'information et contrôle du Parlement
Selon l'article 47 de la Constitution de 1958, le Parlement vote les projets de lois de finances. Le Parlement contrôle également son exécution et est assisté dans cette mission par la Cour des comptes (article 47-2).
Le renforcement de la transparence budgétaire et de la portée de l'autorisation parlementaire est marqué par l'obligation faite au gouvernement par l'article 50 de la LOLF de présenter au Parlement lors du dépôt du projet de loi de finances un rapport sur les perspectives économiques, sociales et financières. Ce rapport doit préciser sur quelles hypothèses se fonde le gouvernement pour les quatre années à venir, augmentant ainsi le degré de transparence et de sincérité du budget. Cependant, cette transparence et cette sincérité restent lettre morte tant que le recensement et la comptabilisation des engagements hors bilan de l’État ne sont pas réalisés, conformément à la demande insistante de la Cour des Comptes à ce sujet. Dans cet esprit, l'article 52 de la LOLF impose au gouvernement de présenter au Parlement un rapport retraçant le niveau des prélèvements obligatoires pour les deux années à venir. Enfin, l'article 48 de la LOLF institutionnalise le débat d'orientation budgétaire, qui permet d'examiner les orientations gouvernementales avant la rédaction du projet de loi de finances. Les questions des parlementaires ainsi que leurs réponses sont désormais encadrées par des contraintes temporelles strictes.
Le Parlement est donc le premier bénéficiaire de la réforme de l'ordonnance de 1959. Il est non seulement mieux informé, mais il prend une part active à la ventilation des crédits puisque l'article 40 de la LOLF l'autorise à amender la répartition des crédits entre programmes et que les virements, reports et annulations de crédits par le gouvernement sont dorénavant limités (à respectivement 2 %, 3 % et 1,5 % des crédits ouverts).

### Réforme de la comptabilité publique et de l'audit en environnement public
L'article 30 de la LOLF précise que « les règles applicables à la comptabilité générale de l'État ne se distinguent de celles applicables aux entreprises qu'en raison des spécificités de son action ». La comptabilité publique française s'appuie sur un nouveau cadre normatif en référence aux normes internationales publiques (les normes IPSAS et IFRIC).
Depuis 2001, la LOLF a bouleversé la culture propre au secteur public. Avec la révision constitutionnelle de 2008, toutes les administrations publiques doivent présenter des comptes sincères et fiables et qui donnent une image fidèle de leur gestion et de leur patrimoine.
À partir de la LOLF, de nouveaux rôles sont conférés aux acteurs. Désormais :
- le gestionnaire est responsabilisé en tant qu'acteur central de la dépense et des recettes ;
- l'ordonnateur est recentré sur des fonctions de pilotage ;
- le contrôleur financier est garant de la soutenabilité budgétaire ;
- le comptable public est garant de l'exhaustivité et de la sincérité des informations.

#### Gestion des actifs, dont les incorporels
La LOLF prévoit également une refonte de la comptabilisation des actifs dans le budget, ceci en cohérence avec les nouvelles normes de comptabilité nationale (harmonisation européenne) et les nouvelles normes comptables internationales IAS/IFRS (qui s'appliquent aux comptes consolidés des entreprises).
Le rapport annuel de la Cour des comptes sur le budget 2005, avant la première année de mise en œuvre de la LOLF, fait état d'une grande difficulté d'évaluation des actifs de l'État, particulièrement les immobilisations incorporelles. Ce rapport estime que le coût des équipements informatiques est largement sous-estimé, ce qui en fait l'un des plus petits postes du bilan. Le rapport recommande d'« intégrer les immobilisations incorporelles dans le bilan d'ouverture afin de ne pas fausser l'image qui serait donnée du patrimoine incorporel de l'État » et d'affiner les éléments de suivi des coûts des projets informatiques.

#### Certification des comptes de l'État
En application des dispositions de l'article 58-5 de la LOLF, la Cour des comptes est investie de la mission de certification des comptes de l'État. L'acte de certification doit être annexé au projet de loi de règlement. Le premier exercice comptable soumis à la certification de la Cour est l'exercice 2006. Cette nouvelle mission place la Cour au cœur de la réforme des finances de l'État.
La Cour doit formuler sa position au sujet des comptes annuels, publiés par le ministère des Finances, au regard des règles et principes de la comptabilité de l'État français. Les principes comptables visés sont la régularité, la sincérité et l'image fidèle du résultat des opérations de l'exercice écoulé ainsi que de la situation financière et du patrimoine de l'État à la fin de l'exercice.
Pour assumer cette nouvelle mission confiée à elle par le législateur, la Cour s'est adjointe les compétences d'experts issus principalement des grands cabinets d'audit privés. Elle a développé une organisation inter-chambres ad hoc et une méthodologie spécifique s'inspirant de normes internationales d'audit, les International Standards on Auditing (ISA). Les ISA sont développés par l'IAASB (en:International Auditing and Assurance Standards Board).

### Le système d'information de l'État (Chorus)
Le pilotage des dépenses de l'État nécessite un outil informatique intégré, compte tenu de la complexité des sujets à traiter et de la multiplicité des intervenants.
À défaut de système d'information efficace, les dispositions contenues dans la LOLF resteraient lettre morte.
C'est le système d'information ACCORD de gestion des dépenses de l'État qui a été mis en œuvre en 2006 pour rendre possible l'application de la LOLF. 
Depuis 2011, pour remplacer ACCORD, c'est le système d'information Chorus qui a été progressivement déployé dans l'ensemble des ministères et de leurs services déconcentrés.

## Mise en œuvre et prolongement

### États des lieux
C'est la mise en œuvre de ce dispositif législatif dans la pratique qui permettra la réussite de la LOLF. Deux rapports des parlementaires Alain Lambert et Didier Migaud, « pères » de la LOLF, ont fait un premier point sur l'état de préparation des administrations et sur les principaux problèmes posés. Les auteurs considèrent que certains préalables devront être assurés : réduction du nombre de ministres et de l'importance des cabinets ministériels, taille critique des budgets opérationnels de programme (BOP), diminution du nombre et plus grande pertinence des indicateurs de résultat.
Un des objectifs principaux de la LOLF est la maîtrise des dépenses de l'État au premier euro.
Si les gestionnaires ont pu, dans les premiers temps, connaître certaines difficultés d'utilisation inhérentes à ce type de projet, leur montée en compétences sur le système d'information Chorus, l'ajustement définitif des organisations et un temps nécessaire d'adaptation, ont permis de dégager les substantiels bénéfices attendus par la mise en place du progiciel (entre autres volume des dépenses payées et la réduction des délais de paiement).
Les « dialogues de gestion », pierre angulaire de la LOLF, ont pu apparaître comme très formels. L'établissement et la méthodologie des indicateurs ont pu être critiqués,.
Le rapport Lévy-Jouyet de décembre 2006 sur l'économie de l'immatériel fait également état d'une difficulté d'évaluation des actifs incorporels.
Dans son Rapport public annuel (février 2011), la Cour des comptes fait un point sur la mise en œuvre de la LOLF (déploiement de Chorus) dans les administrations de l'État.
La commission des Finances de l'Assemblée nationale a instauré une mission d’information relative à la mise en œuvre de la LOLF qui a rendu dix rapports entre 2003 et 2011. Un nouvel état des lieux est dressé en 2019 par les députés Éric Woerth et Laurent Saint-Martin. Plusieurs propositions sont faites pour
- rationaliser le calendrier et la procédure budgétaires pour plus de transparence et de lisibilité ;
- renforcer la portée de l'autorisation parlementaire (suppression des budgets annexes, restriction du recours aux taxes affectées … ) ;
- renouveler la démarche de performance et conforter la logique de résultats (alléger le nombre d’objectifs, instaurer une revue régulière des objectifs et indicateurs de performance …) ;
- renforcer l'information et le contrôle du Parlement (borner les dépenses fiscales et améliorer les informations qui y sont relatives)[16].

### État des lieux vingt ans après
La loi organique relative aux lois de finances à fêté en 2021 ses 20 ans.
Dans une tribune au « Monde »  ses deux parrains Alain Lambert et Didier Migaud dressent un bilan de ce texte rendu encore plus nécessaire par la crise sanitaire et les dépenses qu’elle impose.

### Loi organique relative aux lois de financement de la Sécurité sociale
La loi organique relative aux lois de financement de la Sécurité sociale a été promulguée le 2 août 2005 dans le prolongement de la LOLF. Ce texte introduit une démarche objectifs–résultats dans les comptes de la Sécurité sociale en France. Les lois de financement de la Sécurité sociale, créées en 1996, s'inspirent des lois de finances mais s'en distinguent fortement en ce qu'elles ne comportent pas d'autorisation budgétaire.
Une nouvelle loi organique, promulguée le 14 mars 2022, vient réformer une nouvelle fois le processus d'adoption des LFSS, notamment concernant le calendrier d'adoption.
Cette réforme avait vocation à donner plus de visibilité et de transparence aux lois de financement en permettant un débat sur l'équilibre de chacune des branches de la Sécurité sociale.